# Alain Sutter
Alain Sutter (* 22. Januar 1968 in Bern) ist ein ehemaliger Schweizer Fussballspieler und heutiger Sportfunktionär. Nach acht Jahren bei den Grasshoppers war er als Spieler auch bei Nürnberg, Bayern München, SC Freiburg und Dallas tätig. Von 2018 bis Januar 2024 war er sechs Jahre Sportchef des FC St. Gallen. Seit 2025 übt er die gleiche Funktion beim Grasshopper Club Zürich aus.

## Karriere

### Vereine

#### Grasshopper Club Zürich
Mit 17 Jahren gehörte Sutter zum Kader des NLA-Klubs Grasshoppers, bei dem er von 1985 bis 1993 unter Vertrag stand. In der Saison 1987/1988 spielte er allerdings auf Leihbasis für den BSC Young Boys. Mit den Grasshoppers gewann Sutter zweimal die Schweizer Meisterschaft sowie zweimal den Schweizer Cup.

#### Wechsel in die Bundesliga
Zur Saison 1993/94 wechselte Sutter nach Deutschland zum 1. FC Nürnberg. Am 6. August 1993 (1. Spieltag) debütierte er in der deutschen Bundesliga, als der Club mit 2:5 Toren beim Hamburger SV unterlag. Sein erstes Tor gelang Sutter am 22. Oktober 1993 (13. Spieltag) beim 5:0-Sieg im Heimspiel gegen den VfB Leipzig mit dem Treffer zum zwischenzeitlichen 4:0. Mit seinen fünf Treffern in 29 Einsätzen konnte er den Abstieg der Mannschaft in die 2. Bundesliga allerdings nicht verhindern. Daraufhin wechselte er zur Saison 1994/95 zum FC Bayern München und spielte dort unter Giovanni Trapattoni. Nach 22 Punktspielen und einem Tor (am 15. Oktober 1994, dem 9. Spieltag, beim 3:3-Unentschieden gegen Eintracht Frankfurt) sowie einer Partie im UEFA-Cup und sieben Einsätzen in der Champions League verliess er den FC Bayern nach nur einer Saison. Für den Bundesligisten SC Freiburg bestritt er vom 21. Oktober 1995 (10. Spieltag) bis zum 12. April 1997 (27. Spieltag) 45 Ligaspiele; er erzielte fünf Ligatore und wurde zudem dreimal in Begegnungen des DFB-Pokals eingesetzt.

#### Karriereende in den USA
Nach vier Spielzeiten für drei Vereine und 96 Bundesligaspielen mit insgesamt 11 Toren wechselte er zum Abschluss seiner Fussballkarriere für zwei Spielzeiten zu Dallas Burn in die Vereinigten Staaten.

### Nationalmannschaft
Für die A-Nationalmannschaft der Schweiz spielte Sutter 62-mal und erzielte fünf Tore. Er debütierte am 9. Oktober 1985 in Kopenhagen in einem Qualifikationsspiel zur Weltmeisterschaft 1986 in Mexiko beim 0:0-Unentschieden gegen die Auswahl Dänemarks. Er nahm an der Weltmeisterschaft 1994 in den USA teil, erzielte im Gruppenspiel am 22. Juni – beim 4:1-Erfolg über Rumänien – ein Tor und stiess mit der Mannschaft bis in den Achtelfinal vor, der gegen die Auswahl Spaniens mit 0:3 verloren wurde. Für die Europameisterschaft 1996 wurde er von Trainer Artur Jorge nicht berücksichtigt.

### Sportchef
Vom 3. Januar 2018 bis 3. Januar 2024 war Sutter Sportchef beim FC St. Gallen. Er wurde von Roger Stilz abgelöst.
Am 5. Mai 2025 übernahm er das Amt des Sportchefs beim Grasshopper Club Zürich. Er unterschrieb einen «langfristigen Vertrag».

## Erfolge
- Schweizer Meister: 1990, 1991
- Schweizer Cupsieger: 1988/89, 1989/90
- U.S.-Open-Cup-Sieger: 1997

## Sonstiges
Von 1998 bis 2017 war Sutter Fussballexperte und Kommentator beim Schweizer Fernsehen. Dazu war er ab 2008 beratend für den FC Winterthur tätig. Im Mai 2011 übernahm er ein Mandat als Berater bei den Grasshoppers. Er nahm dabei Einsitz in der Transferkommission und bildete die erste Anlaufstelle für den Cheftrainer. Während dieser Zeit bot er Coaching, Workshops und Referate rund um das Thema Stressmanagement an. 2013 erschien sein erstes Buch Stressfrei glücklich sein, 2016 folgte sein zweites Buch, Herzensangelegenheit.
Alain Sutter lebt mit seiner Familie in Wettingen. Er ist der Bruder des ehemaligen Schweizer Fussballspielers René Sutter sowie der Onkel des Schweizer Fussballspielers Nicola Sutter.

## Bücher
- Stressfrei glücklich sein. Giger, Altendorf 2013, ISBN 978-3-905958-69-0.
- Herzensangelegenheit. Giger, Altendorf 2016, ISBN 978-3-906872-00-1.